# Algos
Algos (Ἄλγεα) è, secondo la mitologia greca, il dio del dolore. Nasce, come racconta Esiodo (VIII-VII a.C.) nella sua "Teogonia", da Eris (divinità della discordia) figlia di Zeus ed Era (secondo Omero) oppure, secondo altre fonti, figlia di Era e di un fiore da lei toccato, o ancora figlia, secondo Esiodo stesso, della Notte.